# Copponex
Copponex – miejscowość i gmina we Francji, w regionie Owernia-Rodan-Alpy, w departamencie Górna Sabaudia.
Według danych na rok 1990 gminę zamieszkiwało 459 osób, a gęstość zaludnienia wynosiła 50 osób/km² (wśród 2880 gmin regionu Rodan-Alpy Copponex plasuje się na 1182. miejscu pod względem liczby ludności, natomiast pod względem powierzchni na miejscu 1187.).